# Telamone dell'Olympeion
Il telamone dell'Olympeion è un telamone in calcarenite databile tra il 480 e il 470 a.C., conservato presso il Museo archeologico regionale di Agrigento

## Storia

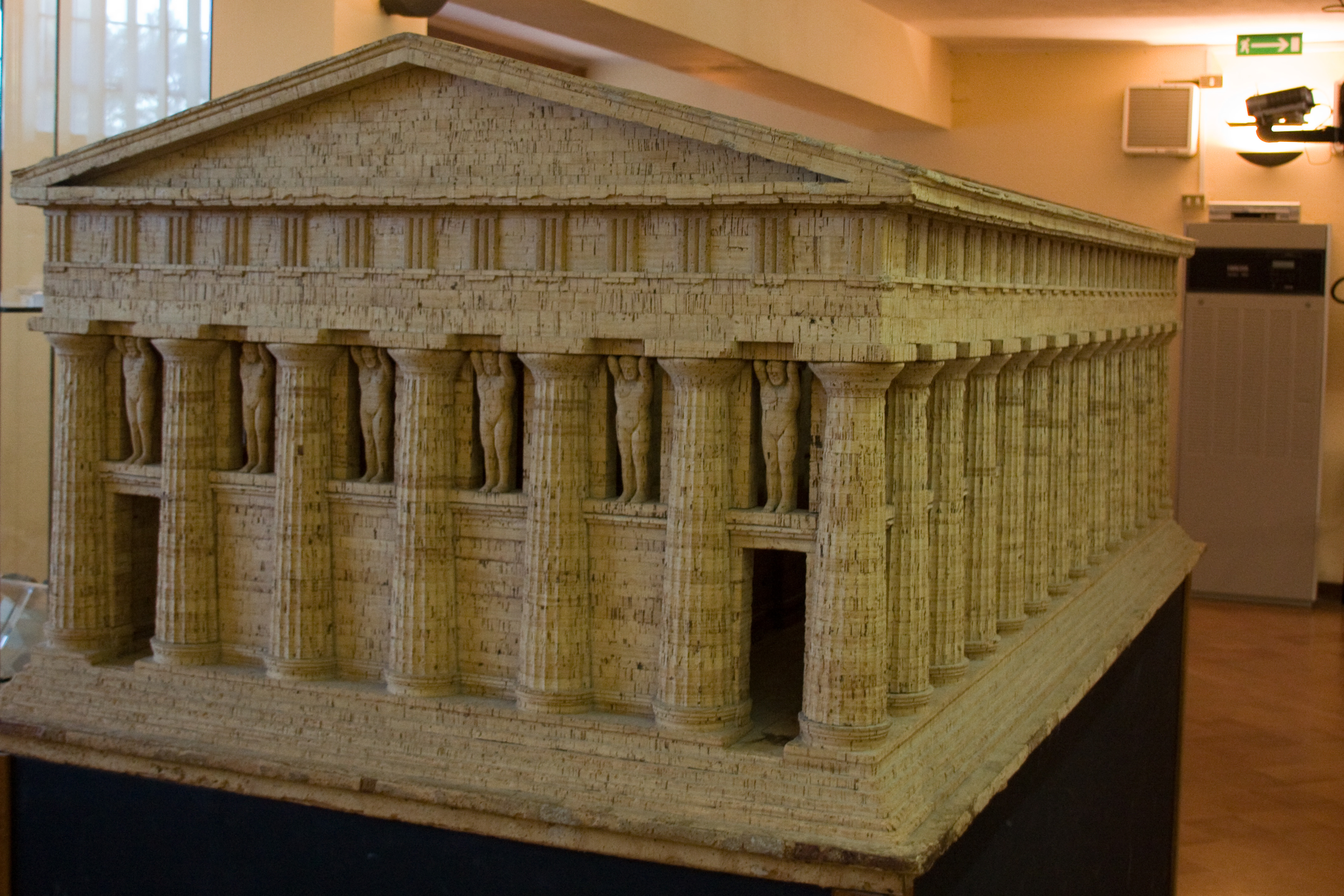
La ricostruzione del tempio, con i telamoni, presente nella stessa sala

Si tratta di una delle colossali statue che facevano parte dell'enorme tempio di Zeus olimpio ad Akragas, e della cui funzione architettonica non si è a tutt'oggi certi: si ritiene che fossero colossali mezze colonne antropomorfe, in numero di 38, anche se probabilmente privi di qualsiasi funzione portante, ma solo decorativi.
Il telamone in questione fu ricomposto nel 1825 da Raffaello Politi su disegno di Charles R. Cockerell, ed è addossato alla parete di fondo della sala "Cavallari" del museo. È conservato insieme a tre teste di altri Telamoni, ritrovate nella Valle dei Templi durante gli scavi del 1928 condotti dall'archeologo Pirro Marconi, che ritrovò diversi pezzi. Nella sala vi è anche un plastico con l'ipotesi di ricostruzione del tempio. Una riproduzione in tufo del suddetto Telamone è adagiata per terra, nella valle, tra le rovine del tempio, realizzata dall'Opificio delle pietre dure di Firenze, e altre tre ricostruzioni parziali all'interno della stessa area sono disposte sempre in orizzontale.
A febbraio 2024 è stata eretta dall'Ente Parco Archeologico Valle dei Templi, con l'ausilio di una struttura in acciaio corten, una musealizzazione sviluppata in altezza che propone un'ulteriore ricostruzione del Telamone all'interno del Parco.

## Descrizione

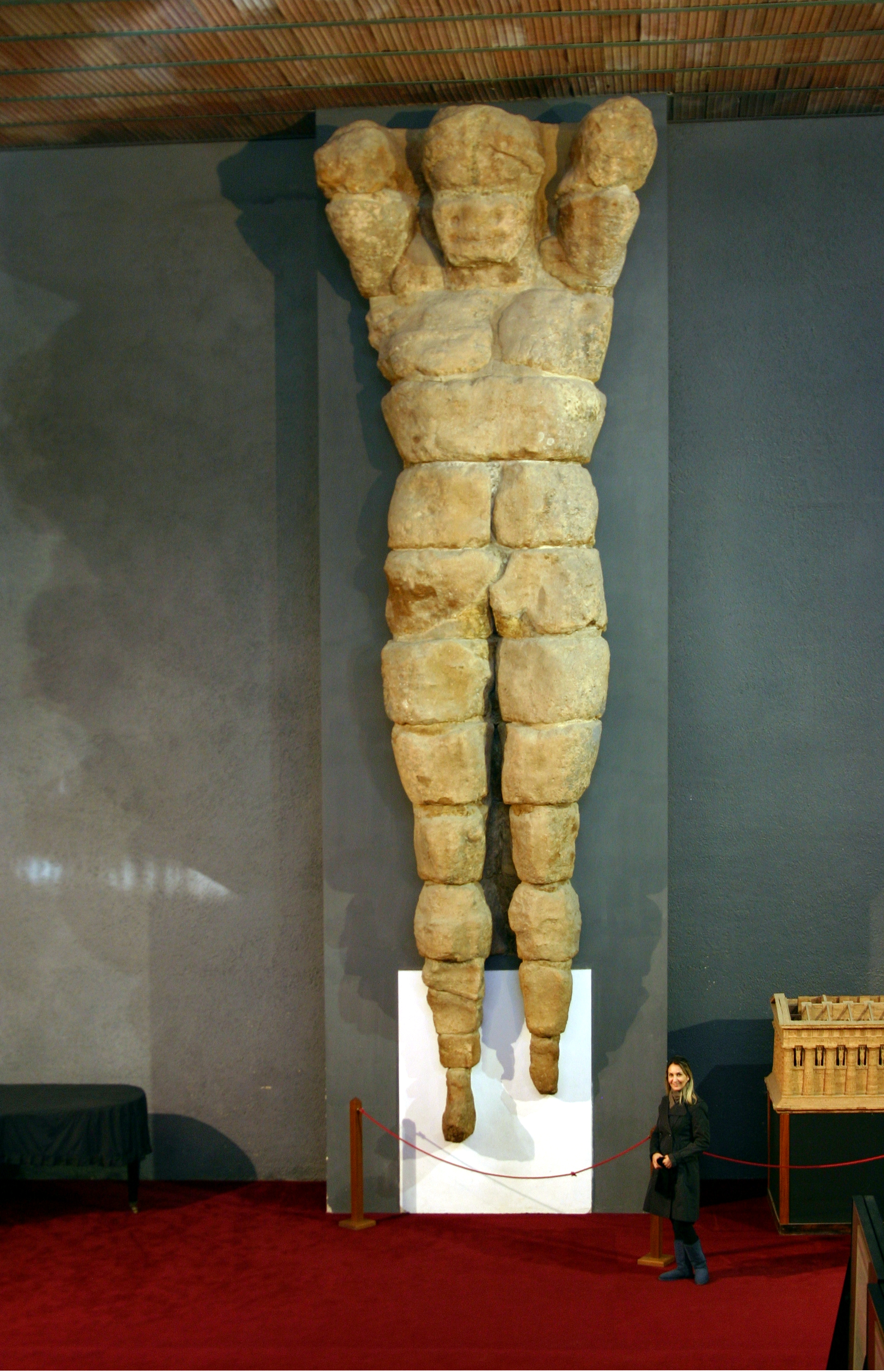
La statua

La statua, in blocchi di calcarenite, è alta 7,65 metri: è la più grande dell'antichità in Sicilia e tra le più grandi dell'intera arte greca.